# Куек, Нальбий Юнусович
Нальбий Юнусович Куек (20 июля 1938, Кунчукохабль — 22 августа 2007, Майкоп) — адыгейский поэт, прозаик, драматург, публицист, видный общественный деятель. Заслуженный деятель искусств Республики Адыгея.

## Краткая биография
- Родился 20 июля 1938 года в ауле Кунчукохабль Понежукайского района Адыгейской АО.
- В 1962 году окончил Адыгейский педагогический институт.
- С 1962 года по 1978 год работал корректором в газете «Социалистическая Адыгея».
- С 1974 года — член Союз писателей СССР.
- С 1978 года по 1991 год заведовал адыгейской редакцией областной радиокомпании.
- С 1991 года по 1993 год был главным редактором независимой газеты «Гъуаз» («Вестник»).
- С 1993 года по 1997 год работал директором радио на телерадиокомпании Республики Адыгея.
- С 1997 года работал главным редактором Адыгейского республиканского книжного издательства.
- С 1997 года был председателем «Союза литераторов Адыгеи».
- Умер 22 августа 2007 года после обширного инфаркта. Похоронен в Майкопе.

## Память
В 2008 году, ко Дню памяти Нальбия Куека, в Майкопе было приурочено открытие выставки в музее народов Востока, на которой были представлены его произведения, картины, личные вещи. Творческая интеллигенция Адыгеи, представители литературного сообщества республики и почитатели таланта Н. Куека не забывают известного в республике писателя, поэта и художника Нальбия Куека. Ежегодно проводятся вечера памяти, организованные администрацией Национальной библиотеки и Фондом Н. Куека.
В 2009 году вышло в свет первое исследование творчества Нальбия Куека, которое выполнено М. А. Хакуашевой — «Особенности композиции и поэтики романа Нальби Куека „Вино мёртвых“».
В 2011 году в Майкопе вышел первый том из восьмитомного сборника сочинений Нальбия Юнусовича Куека, который содержит основную авторскую прозу: рассказы «Тлепш», «Ханах», «Гость», «Мать абадзехов», повести «Чёрная гора», «Превосходный конь Бечкан» и «Лес одиночества», роман в новеллах «Вино мёртвых».
2013 год в Адыгее объявлен годом Нальбия Куека в ознаменование 75-летия со дня рождения.

## Достижения
- Заслуженный деятель искусств Республики Адыгея.
- Удостоен Почётной грамоты ЦК ВЛКСМ с вручением нагрудного знака.
- Лауреат Государственной премии Российской Федерации в области литературы.
- Лауреат Международной Кандуровской премии за 1997 год.
- Почётный член Адыгской (Черкесской) международной академии наук.
- Пьеса в стихах «Песни наших отцов» номинировалась на соискание Государственной премии СССР.

## Публикации
Публикации поэм, подборок стихов
- журнал «Дружба народов», «Кавкасиони», (Тбилиси)
- журнал «Студенческий меридиан» 1986 г.
- журнал «Советская молодёжь»
- еженедельник «Литературная Россия»
- альманах «Кубань»
- журнал «Зэкъошныгь»(«Дружба»)
- журнал «Глагол Кавказа», Адыгея
- журналы и газеты Кабардино-Балкарии и Карачаево-Черкесии,
- журналы и газеты в ряде республик СССР
- За рубежом: в Болгарии, Турции, Сирии, Израиле опубликованы отдельные произведения и подборки стихов.
- Нальби — автор сценария первого адыгейского художественного фильма «Сумерки надежд» (главный приз кинофестиваля в Испании); телефильмов о деятелях культуры и искусства.
- Нальби — автор популярной книги «Адыгэ хабз», это первое пособие по обучению черкесскому этикету, специально для преподавания в начальных классах.

Поэтические книги на русском языке
- «Танец надежды». — М.: «Современник», 1979
- «Светлый друг». — М.: «Современник», 1982
- «Звезда близка». — М.: «Советская Россия», 1984
- «Продрогшая вишня». — М.: «Современник»
- «Вино мёртвых». — Майкоп, 2002

Поэтические книги на адыгейском языке
- «Земной шар по сердцу проходит», 1968
- «Вишнёвые деревья», 1971
- «Тёплые берега», 1973
- «Поднявший небо» (для детей), 1976
- «И луч и голос, и перо», 1981
- «И небо и земля — для всех» (для детей), 1983
- «Куст калины красной», 1985
- «Достаю до горизонта» (для детей), 1987
- «И свет исходит из груди», 1988
- «Пенёк и Яичко» (для детей), 1992
- «Кто мастер адыгейского языка», 1994
- «Пепел сердца», 1995
- «Вино мёртвых». — Майкоп, 2002

Драматические произведения в стихах
- «Мальчик и Злой дух», пьеса-сказка для детей на русском и адыгейском языках
- «Война крестьян», историческая пьеса
- «Песни наших отцов», на адыгейском и русском языках
- «Бей-палка», на адыгейском и русском языках, для кукольного театра

Переводы на адыгейский язык
- «Укрощение строптивой», Шекспир
- «Хозяйка трактира», Гольдони
- «Тартюф», Мольер
- «Ревизор», Гоголь
- «Иванов», Чехов
- отдельные стихи грузинских, немецких, чешских поэтов